# Helmut Qualtinger

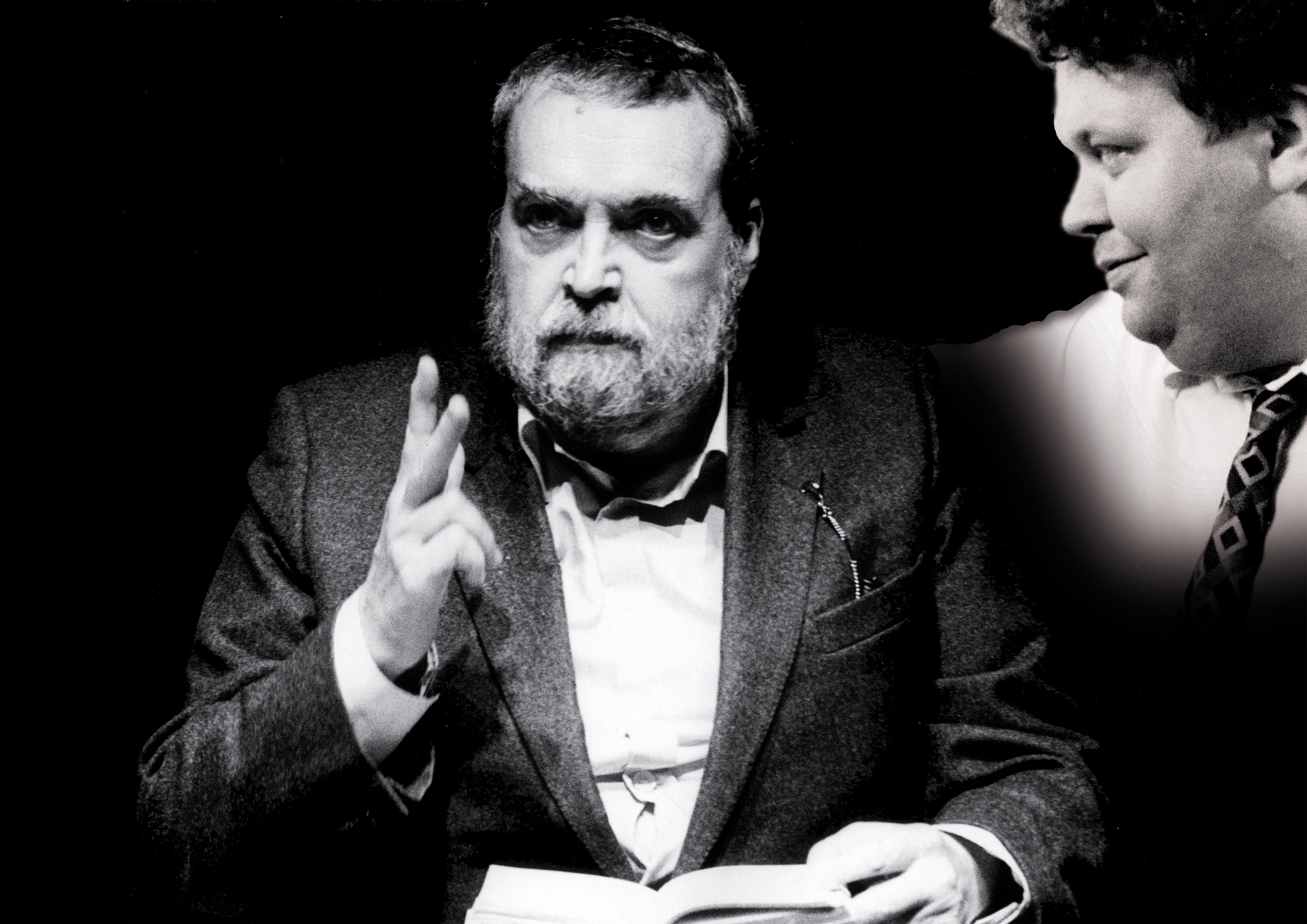
Helmut Qualtinger (1985)

Helmut Qualtinger, född 8 oktober 1928 i Wien, död 29 september 1986 i Wien, var en österrikisk skådespelare.
Han avbröt sina påbörjade medicinstudier vid universitetet för att bli journalist och filmkritiker i lokalpressen. Samtidigt började han skriva kabarétexter och teaterstycken. Han debuterade som skådespelare på en studentteater.

## Filmer (som haft svensk premiär)
- 1952 - 1 april år 2000 - ryssen i jeepen (ej krediterad)
- 1953 - Midnattsvalsen
- 1955 - Fjärrskådaren - Ernst Röhm
- 1975 - The Hangman - von Schwendi
- 1978 - En kärleksvals i Wien - trollkungen
- 1986 - Rosens namn - Remigio från Varagine

## Skivinspelningar
På 1960-talet gjorde han några inspelningar på Preiser Records i Wien där han sjöng och läste texter av sina samtida landsmän och poeter H. C. Artmann och Gerhard Rühm och av den betydligt äldre franske banditen François Villon i Artmanns fria tolkning.
- Kinderverzahrer und andere Wiener. Helmut Qualtinger singt Lieder nach Texten von H. C. Artmann (LP. Musik: Ernst Koelz. Wien, 1964)
- Villon übersetzt von H. C. Artmann, gesprochen von Qualtinger, mit Jazz von Fatty George (LP. Förspel: Ernst Koelz. Wien, 1964)
- Helmut Qualtinger singt schwarze Lieder. Texte von H. C. Artmann und Gerhard Rühm (LP. Musik: Ernst Koelz. Wien, 1966)

## Utmärkelser
- 1971 - Goldene Kamera - Bästa tyska skådespelare för Das Falsche Gewicht
- 1972 - Deutscher Filmpreis - Filmpriset i guld - Bästa skådespelare för Das Falsche Gewicht